# Bičíkovci

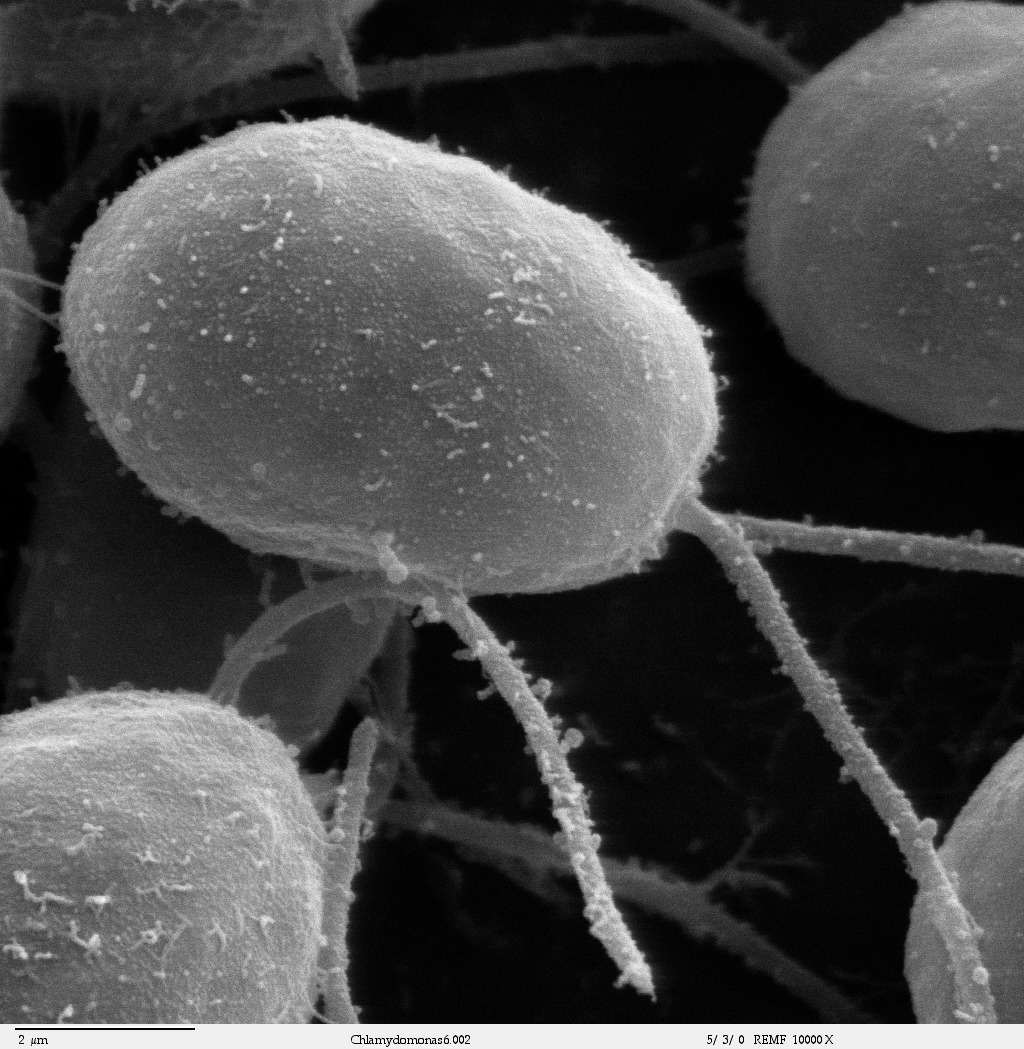
Zelené řasy z rodu Chlamydomonas

Bičíkovci čili flageláti (Mastigophora, Flagellata) je polyfyletická skupina eukaryotických jednobuněčných organismů. Společným znakem je jeden nebo více (až několik tisíc) bičíků, speciálních buněčných struktur úzce souvisejících s cytoskeletem. Bičíky slouží k několika účelům, zejména k pohybu organismu, k jeho ukotvení v substrátu nebo k zachycování a přísunu potravy. Nalézáme je v nejrůznějších prostředích, žijí prakticky všude (včetně těl mnohobuněčných organismů). Vyskytují se jednotlivě nebo v koloniích. Někdy tvoří schránky.

## Taxonomické zařazení
Taxon popsal jako první Karl Moritz Diesing v r. 1866 a dal mu název Mastigophora. Bičíkovci se od té doby pod různým vymezením a názvy drželi v biologických systémech až do 20. století, kdy se zjistilo, že se jedná o polyfyletickou skupinu. Bičíkovci jsou tedy historickým, v současnosti nepoužívaným taxonem.
Vymezení taxonu se měnilo, v nejširším smyslu zahrnovalo jednobuněčné eukaryotické bičíkaté organismy ze skupin Excavata (krásnoočka, bičivky, bičenky...), houby (chytridie), rostliny (jednobuněčné zelené řasy), živočichům blízká Choanozoa (trubénky), Alveolata (obrněnky), Stramenopila (zlativky) a dalších. Je tomu tak proto, že bičík je organela vlastní mnoha vzájemně nepříbuzným jednobuněčným eukaryotům a vyskytuje se i u některých buněk či jednobuněčných stadií mnohobuněčných organismů. Některá užší vymezení taxonu (pod názvy Flagellata či Zooflagellata) vybírala pouze heterotrofní bičíkaté organismy, dnes řazené mezi Excavata a Choanozoa.